# GOOD Music
GOOD Music (часто стилізована як G.O.O.D. Music; бекронім Getting Out Our Dreams) — американський незалежний звукозаписний лейбл, заснований репером Каньє Вестом у 2004 році. У 2011 році лейбл уклав ексклюзивний довгостроковий контракт на дистрибуцію по всьому світу з Island Def Jam Music Group. У 2012 році лейбл випустив свій єдиний збірний альбом Cruel Summer. У 2015 році Каньє Вест призначив репера Pusha T президентом лейбла. Наприкінці 2022 року Pusha T пішов з посади, оскільки він більше не спілкувався з Каньє Вестом.
Лейбл випустив два сингли номер один у Billboard Hot 100: «All of Me» Джона Ледженда та «Panda» Desiigner'а також дев'ять альбомів номер один у Billboard 200 США: Finding Forever від Common; Dark Sky Paradise, I Decided і Detroit 2 Біг Шона; The Life of Pablo, Ye, Jesus Is King, Donda Каньє Веста та It's Almost Dry від Pusha T.
У 2022 році Complex повідомив, що GOOD Music більше не є частиною Def Jam Recordings, а угода Каньє Веста з лейблом закінчилася. Його останні два релізи, It's Almost Dry від Pusha T і You Can't Kill Me від 070 Shake, були випущені Def Jam у квітні та червні того ж року відповідно.

## Історія

### Початок
У 2001 році Каньє Вест заснував компанію, щоб скоротити доходи для розширення продакшну. Компанія називалася Konman Productions (або Konman Entertainment), яка заручилася допомогою та зусиллями місцевих талантів. Багато членів компанії зробили значний внесок у майбутні проекти Каньє Веста та підписали контракт із тим, що стане відомим як GOOD Music. Вибрані члени компанії, включаючи Каньє Веста, брали участь у проекті бутлег-компіляції під назвою «World Record Holders» під назвою «Go Getters» у 1999 році.

### 2004–2007

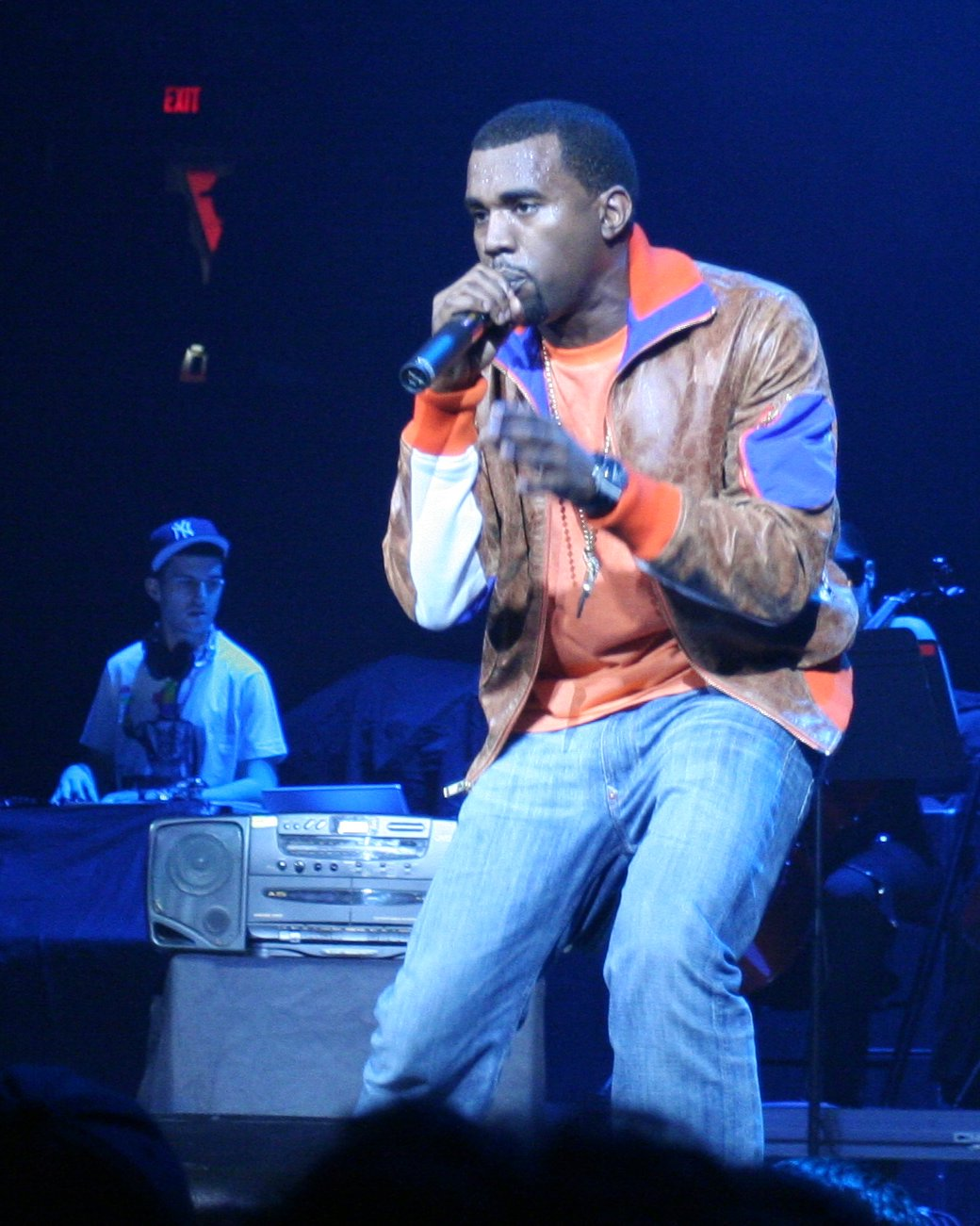
Каньє Вест

GOOD Music був заснований у 2004 році Каньє Вестом спільно з Sony BMG, незабаром після випуску його дебютного альбому The College Dropout. Співак із Огайо Джон Ледженд та його колега з Чикаго, репер Common, були початковими артистами лейблу разом із самим Каньє Вестом. Дебютний альбом Джона Ледженда Get Lifted 2004 року став першим альбомом лейбла, який привів як виконавця, так і лейбл до надзвичайного успіху. Альбом отримав вісім номінацій і три перемоги на премії «Греммі» 2006 року. Альбом містив сингл «Ordinary People», який був номінований і виграв премію «Греммі» за найкраще чоловіче R&B вокальне виконання та посів 24 місце в Billboard Hot 100. У жовтні 2006 року Джон Ледженд випустив свій другий альбом Once Again, який приніс йому його другу поспіль премію «Греммі» за найкраще чоловіче R&B вокальне виконання в пісні «Heaven».
Альбом Коммона Be 2005 року, другий реліз лейбла, був лауреатом чотирьох номінацій на премію «Греммі». Пізніше підписантами лейбла стали GLC, Really Doe, Malik Yusef, Tony Williams і Consequence. Другий студійний альбом Каньє Веста, Late Registration, включав у себе гостьові виступи кожного артиста лейбла. У 2005 році Каньє Вест зустрів молодого Шона Андерсона, відомого сьогодні як Big Sean, перед інтерв'ю на радіо. Після виконання фрістайлу він залишив Каньє Весту свій демозапис, а в травні 2007 року Біг Шон підписав контракт з лейблом.

### 2008–2011
У 2008 році британський співак Mr Hudson підписав контракт з GOOD Music. Наступним артистом став Кід Каді, чий дебютний альбом Man on the Moon: The End of Day 15 вересня 2009 року. Альбом отримав три номінації на «Греммі» та отримав золотий сертифікат RIAA.

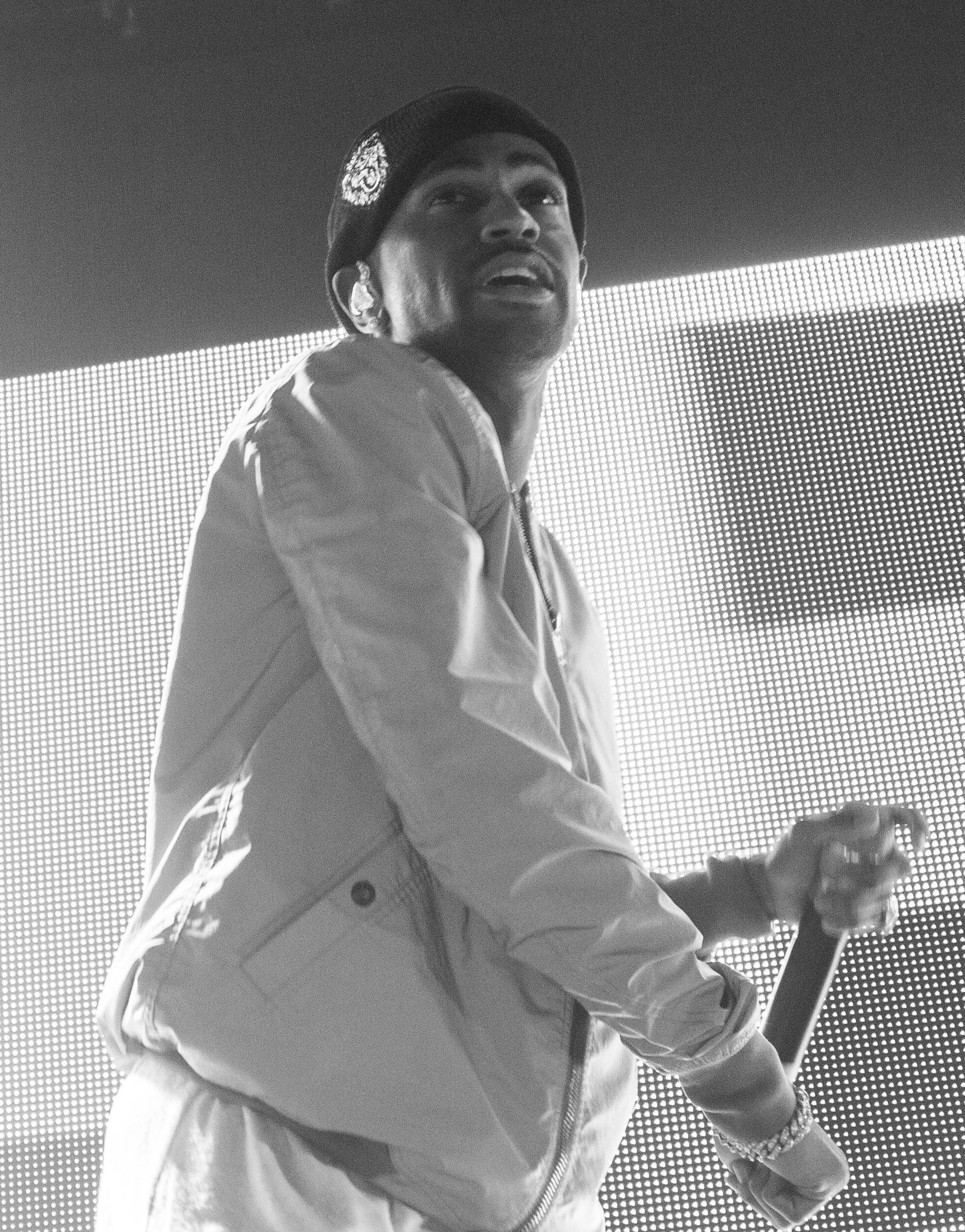
Біг Шон

Наприкінці 2010 року Каньє Вест випустив кілька треків за участю себе та інших учасників гурту GOOD Music у безкоштовній щотижневій роздачі, відомій як GOOD Fridays. У вересні 2010 року репер Мос Деф підписав контракт з лейблом. Наступного місяця Pusha T оголосив про підписання контракту з лейблом. Наприкінці 2010 року Кід Каді випустив свій другий студійний альбом Man on the Moon II: The Legend of Mr. Rager, а потім вийшов п’ятий альбом Каньє Веста My Beautiful Dark Twisted Fantasy.
У квітні 2011 року Каньєє Вест підписав контракт з американським репером і продюсером Q-Tip з A Tribe Called Quest. У червні 2011 року GOOD Music підписали свою першу дистриб'юторську угоду з Def Jam Recordings. Дебютний альбом Big Sean Finally Famous був першим альбомом, випущеним GOOD Music із дистрибуцією Def Jam.

### 2012–2017

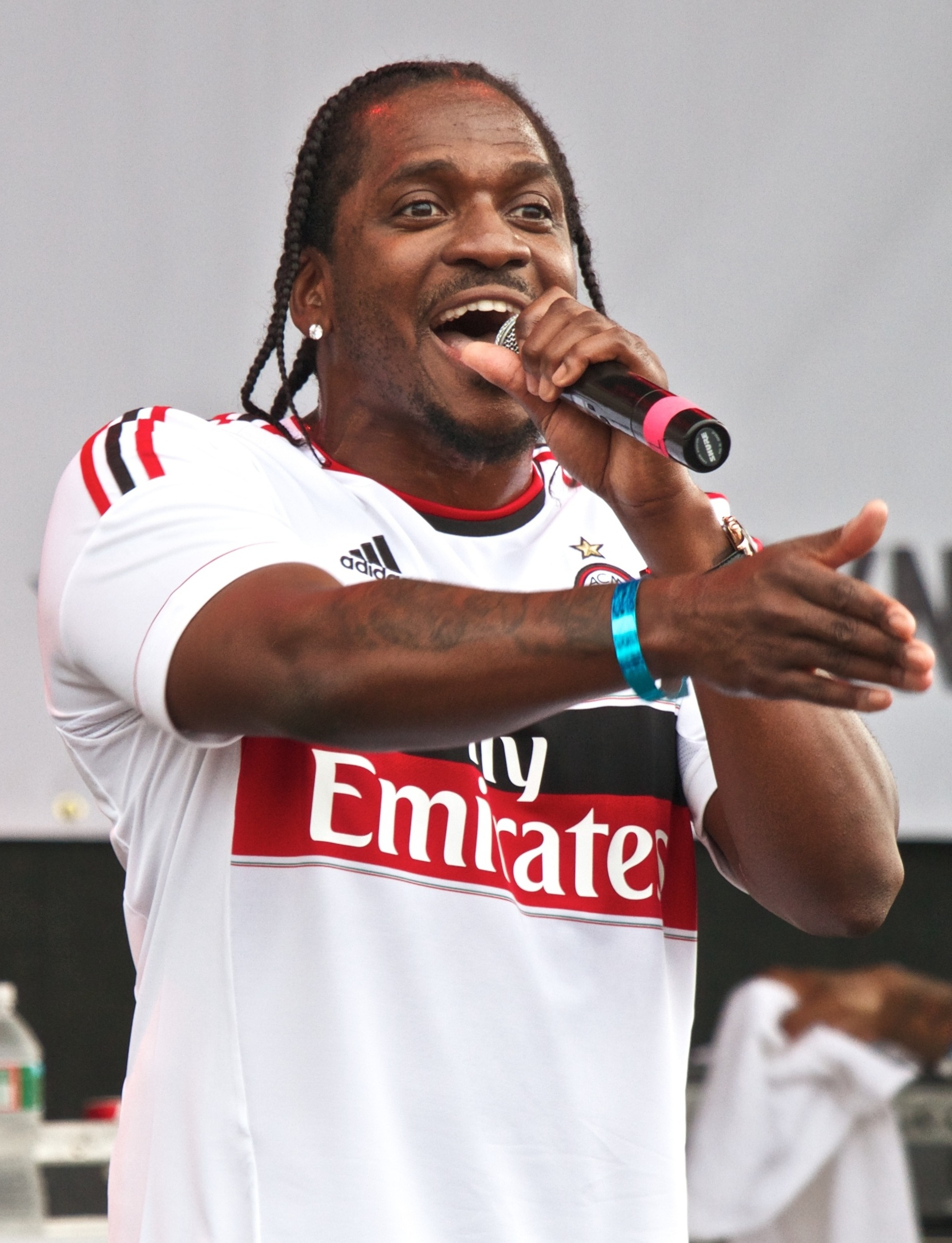
У 2015 році Pusha T був призначений президентом лейблу.

Наприкінці 2011 року було оголошено про плани щодо випуску збірного альбому, пізніше названого Cruel Summer . Він вийшов 18 вересня 2012 року та супроводжувався однойменним короткометражним фільмом, знятим у Катарі; прем'єра фільму відбулася на Каннському кінофестивалі. 2 квітня 2013 року Кід Каді оголосив на Power 106, що він більше не працює з лейблом і покидає його на мирних умовах.
У листопаді 2015 року Вест призначив Pusha T президентом GOOD Music. У січні 2016 року Mos Def припинив музичну діяльність, оголосивши про це у фрістайлі. 3 червня 2016 року Каньє Вест оголосив про майбутній альбом GOOD Music, Cruel Winter, в інтерв’ю Big Boy.
7 вересня 2016 Вест оголосив, що колишній виконавець Young Money/Cash Money Records Tyga підписав контракт із GOOD Music. У вересні 2016 року Джон Ледженд оголосив, що його п’ятий студійний альбом Darkness and Light буде останнім для нього з GOOD Music.

### 2018–тепер. час
У 2018 році Каньє Вест випустив свій восьмий студійний альбом Ye. Через тиждень Вест випустив спільний альбом з колишнім виконавцем GOOD Music Кід Каді під назвою Kids See Ghosts, названий на честь їх однойменного гурту.
29 жовтня 2021 року Біг Шон оголосив у Twitter, що після 14 років співпраці він покидає лейбл. Після цього Вест виступав у програмі Drink Champs, яку організовували N.O.R.E. та DJ EFN, де він говорив з ними на різні теми, однією з яких був Джон Ледженд і Біг Шон, які залишили його лейбл, Каньє казав: «Я вже вирішив, що коли я помру, на моєму надгробку буде написано: «Я заслуговую бути тут, тому що я підписав Big Sean», а також «Найгірше, що я коли-небудь зробив, — це підписав Big Sean». Перед епізодом Біг Шон написав у Twitter: «Мене щойно попросили взяти участь у наступному Drink Champs, тож я вважаю, що ти божевільний». і також поділився фотографією з Каньє після інтерв’ю, написавши: «Щойно був [з] цією людиною, він нічого цього не говорив!».
24 жовтня 2022 року стало відомо, що Def Jam офіційно розійшлися з Каньє Вестом і GOOD більше не розповсюджується їхнім лейблом. Це стало відповіддю на нещодавні висловлювання Каньє Веста, які вважаються антисемітськими та расистськими, хоча стало відомо, що Веста вже звільнили з Def Jam після випуску Donda, оскільки альбом завершив його контракт з лейблом.
19 грудня 2022 року Pusha T оголосив, що він більше не спілкується з Вестом і покинув посаду президента GOOD Music, а також офіційно припиняє співпрацю.
У 2023 році відео 2018 року, на якому Каньє Вест публічно відмовляється від компанії, потрапило в мережу. У відео Вест критикував відсутність особистого контролю над лейблом під час телефонної розмови з колишнім менеджером Скутером Брауном, під час якої він сказав: «[Я] зараз витягну себе з цього довбаного лайна GOOD Music. І Скутер, більше не буде такого, що я все ще ставлю своє ім'я на це лайно. Мені потрібно позбутися GOOD Music, тому що я великий. І вгадай, що хорошого? Ворог великого».

## Артисти

### Поточні
| Виконавець | Рік підписання | Релізів на лейблі |
| ---------- | -------------- | ----------------- |
| Kanye West | Засновник      | 4                 |
| 070 Shake  | 2016 рік       | 3                 |
| Sheck Wes  | 2018 рік       | 1                 |

### Колишні
| Виконавець      | Років на лейблі | Релізів на лейблі |
| --------------- | --------------- | ----------------- |
| GLC             | 2004—2006       | —                 |
| Tony Williams   | 2004—2010       | 1                 |
| Common          | 2004—2010       | 3                 |
| Consequence     | 2004—2011       | 1                 |
| John Legend     | 2004—2016       | 6                 |
| Sa-Ra           | 2005—2007       | —                 |
| Malik Yusef     | 2005—2016       | 1                 |
| Big Sean        | 2007—2021       | 7                 |
| Kid Cudi        | 2008—2013       | 3                 |
| Mr Hudson       | 2009—2016       | 1                 |
| Mos Def         | 2010—2016       | —                 |
| Pusha T         | 2010—2022       | 6                 |
| D'banj          | 2011—2016       | —                 |
| Q-Tip           | 2012            | —                 |
| WZRD            | 2012—2013       | 1                 |
| Teyana Taylor   | 2012—2020       | 3                 |
| Kacy Hill       | 2014—2019       | 2                 |
| HXLT            | 2015—2019       | 1                 |
| Desiigner       | 2016—2019       | 2                 |
| Twenty88        | 2016—2021       | 1                 |
| Tyga            | 2017            | —                 |
| Valee           | 2018—2019       | 2                 |
| Kids See Ghosts | 2018—2022       | 1                 |

## Дискографія

### Студійні альбоми
| Виконавець              | Альбом                                                                            | Деталі                                                                                   |
| ----------------------- | --------------------------------------------------------------------------------- | ---------------------------------------------------------------------------------------- |
| John Legend             | Get Lifted (випущено спільно з Columbia)                                          | - Випущено: 28 грудня 2004 - Позиції в чартах: #4 U.S. - Сертифікація RIAA: Платиновий   |
| Common                  | Be (випущено спільно з Geffen)                                                    | - Випущено: 24 травня 2005 - Позиції в чартах: #2 U.S. - Сертифікація RIAA: Золотий      |
| John Legend             | Once Again (випущено спільно з Columbia)                                          | - Випущено: 24 жовтня 2006 - Позиції в чартах: #3 U.S. - Сертифікація RIAA: Платиновий   |
| Consequence             | Don't Quit Your Day Job! (випущено спільно з Columbia)                            | - Випущено: 6 березня 2007 - Позиції в чартах: #113 U.S. - Сертифікація RIAA: —          |
| Common                  | Finding Forever (випущено спільно з Geffen)                                       | - Випущено: 31 липня 2007 - Позиції в чартах: #1 U.S. - Сертифікація RIAA: Золотий       |
| John Legend             | Evolver (випущено спільно з Columbia)                                             | - Випущено: 28 жовтня 2008 - Позиції в чартах: #4 U.S. - Сертифікація RIAA: Золотий      |
| Common                  | Universal Mind Control (випущено спільно з Geffen)                                | - Випущено: 9 грудня 2008 - Позиції в чартах: #12 U.S. - Сертифікація RIAA: —            |
| Kid Cudi                | Man on the Moon: The End of Day (випущено спільно з Universal Motown)             | - Випущено: 15 вересня 2009 - Позиції в чартах: #4 U.S. - Сертифікація RIAA: Платиновий  |
| Mr Hudson               | Straight No Chaser (випущено спільно з Mercury)                                   | - Випущено: 19 жовтня 2009 - Позиції в чартах: #25 UK - Сертифікація RIAA: —             |
| John Legend & The Roots | Wake Up! (випущено спільно з Columbia)                                            | - Випущено: 21 вересня, 2010 - Позиції в чартах: #8 U.S. - Сертифікація RIAA: —          |
| Kid Cudi                | Man on the Moon II: The Legend of Mr. Rager (випущено спільно з Universal Motown) | - Випущено: 9 листопада 2010 - Позиції в чартах: #3 U.S. - Сертифікація RIAA: Платиновий |
| Big Sean                | Finally Famous (випущено спільно з Def Jam)                                       | - Випущено: 28 червня 2011 - Позиції в чартах: #3 U.S. - Сертифікація RIAA: Платиновий   |
| WZRD                    | WZRD (випущено спільно з Republic)                                                | - Випущено: 28 лютого 2012 - Позиції в чартах: #3 U.S. - Сертифікація RIAA: —            |
| GOOD Music              | Cruel Summer (випущено спільно з Def Jam)                                         | - Випущено: 12 вересня 2012 - Позиції в чартах: #2 U.S. - Сертифікація RIAA: Платиновий  |
| Kid Cudi                | Indicud (випущено спільно з Republic)                                             | - Випущено: 16 квітня 2013 - Позиції в чартах: #2 U.S. - Сертифікація RIAA: Золотий      |
| Big Sean                | Hall of Fame (випущено спільно з Def Jam)                                         | - Випущено: 27 серпня 2013 - Позиції в чартах: #3 U.S. - Сертифікація RIAA: Золотий      |
| John Legend             | Love in the Future (випущено спільно з Columbia)                                  | - Випущено: 3 вересня 2013 - Позиції в чартах: #4 U.S. - Сертифікація RIAA: Золотий      |
| Pusha T                 | My Name Is My Name (випущено спільно з Def Jam)                                   | - Випущено: 8 жовтня 2013 - Позиції в чартах: #4 U.S. - Сертифікація RIAA: —             |
| Teyana Taylor           | VII (випущено спільно з Def Jam)                                                  | - Випущено: 4 листопада 2014 - Позиції в чартах: #19 U.S. - Сертифікація RIAA: —         |
| Big Sean                | Dark Sky Paradise (випущено спільно з Def Jam)                                    | - Випущено: 24 лютого 2015 - Позиції в чартах: #1 U.S. - Сертифікація RIAA: Платиновий   |
| Pusha T                 | King Push – Darkest Before Dawn: The Prelude (випущено спільно з Def Jam)         | - Випущено: 18 грудня 2015 - Позиції в чартах: #20 U.S. - Сертифікація RIAA: —           |
| Kanye West              | The Life of Pablo (випущено спільно з Def Jam)                                    | - Випущено: 13 лютого 2016 - Позиції в чартах: #1 U.S. - Сертифікація RIAA: Платиновий   |
| HXLT                    | HXLT (випущено спільно з Def Jam)                                                 | - Випущено: 26 лютого 2016 - Позиції в чартах: — - Сертифікація RIAA: —                  |
| Twenty88                | Twenty88 (випущено спільно з ARTium & Def Jam)                                    | - Випущено: 1 квітня 2016 - Позиції в чартах: #5 U.S. - Сертифікація RIAA: —             |
| John Legend             | Darkness and Light (випущено спільно з Columbia)                                  | - Випущено: 2 грудня 2016 - Позиції в чартах: #14 U.S. - Сертифікація RIAA: —            |
| Big Sean                | I Decided (випущено спільно з Def Jam)                                            | - Випущено: 3 лютого 2017 - Позиції в чартах: #1 U.S. - Сертифікація RIAA: Платиновий    |
| Kacy Hill               | Like a Woman (випущено спільно з Def Jam)                                         | - Випущено: 30 червня 2017 - Позиції в чартах: — - Сертифікація RIAA: —                  |
| Big Sean & Metro Boomin | Double or Nothing (випущено спільно з Republic & Def Jam)                         | - Випущено: 8 грудня 2017 - Позиції в чартах: #6 U.S. - Сертифікація RIAA: —             |
| Pusha T                 | Daytona (випущено спільно з Def Jam)                                              | - Випущено: 25 травня 2018 - Позиції в чартах: #3 U.S. - Сертифікація RIAA: —            |
| Kanye West              | Ye (випущено спільно з Def Jam)                                                   | - Випущено: 1 червня 2018 - Позиції в чартах: #1 U.S. - Сертифікація RIAA: Платиновий    |
| Kids See Ghosts         | Kids See Ghosts (випущено спільно з Def Jam)                                      | - Випущено: 8 червня 2018 - Позиції в чартах: #2 U.S. - Сертифікація RIAA: Золотий       |
| Teyana Taylor           | K.T.S.E. (випущено спільно з Def Jam)                                             | - Випущено: 23 червня 2018 - Позиції в чартах: #17 U.S. - Сертифікація RIAA: —           |
| Sheck Wes               | Mudboy (випущено спільно з Cactus Jack & Interscope)                              | - Випущено: 5 жовтня 2018 - Позиції в чартах: #17 U.S. - Сертифікація RIAA: —            |
| Kanye West              | Jesus Is King (випущено спільно з Def Jam)                                        | - Випущено: 25 жовтня 2019 - Позиції в чартах: #1 U.S. - Сертифікація RIAA: Золотий      |
| 070 Shake               | Modus Vivendi (випущено спільно з Def Jam)                                        | - Випущено: 17 січня 2020 - Позиції в чартах: — - Сертифікація RIAA: —                   |
| Teyana Taylor           | The Album (випущено спільно з Def Jam)                                            | - Випущено: 19 червня 2020 - Позиції в чартах: #8 U.S. - Сертифікація RIAA: —            |
| Big Sean                | Detroit 2 (випущено спільно з Def Jam)                                            | - Випущено: 4 вересня 2020 - Позиції в чартах: #1 U.S. - Сертифікація RIAA: —            |
| Kanye West              | Donda (випущено спільно з Def Jam)                                                | - Випущено: 29 серпня 2021 - Позиції в чартах: #1 U.S. - Сертифікація RIAA: Платиновий   |
| Pusha T                 | It's Almost Dry (випущено спільно з Def Jam)                                      | - Випущено: 22 квітня 2022 - Позиції в чартах: #1 U.S. - Сертифікація RIAA: —            |
| 070 Shake               | You Can't Kill Me (випущено спільно з Def Jam)                                    | - Випущено: 3 червня 2022 - Позиції в чартах: — - Сертифікація RIAA: —                   |

### Мініальбоми
| Виконавець | Альбом                      | Деталі                                                                           |
| ---------- | --------------------------- | -------------------------------------------------------------------------------- |
| Pusha T    | Fear of God II: Let Us Pray | - Випущено: 8 листопада 2011 - Позиції в чартах: #66 U.S. - Сертифікація RIAA: — |
| Kacy Hill  | Bloo                        | - Випущено: 9 жовтня 2015 - Позиції в чартах: — - Сертифікація RIAA: —           |
| Valee      | Good Job, You Found Me      | - Випущено: 2 березня 2018 - Позиції в чартах: — - Сертифікація RIAA: —          |
| 070 Shake  | Glitter                     | - Випущено: 23 березня 2018 - Позиції в чартах: — - Сертифікація RIAA: —         |
| Desiigner  | L.O.D.                      | - Випущено: 4 травня 2018 - Позиції в чартах: #161 U.S. - Сертифікація RIAA: —   |

### Мікстейпи
| Виконавець    | Альбом                           | Деталі                                                                         |
| ------------- | -------------------------------- | ------------------------------------------------------------------------------ |
| Malik Yusef   | G.O.O.D. Morning, G.O.O.D. Night | - Випущено: 2 червня 2009 - Позиції в чартах: — - Сертифікація RIAA: —         |
| Tony Williams | Finding Dakota Grey              | - Випущено: 2 березня 2010 - Позиції в чартах: — - Сертифікація RIAA: —        |
| Desiigner     | New English                      | - Випущено: 26 червня 2016 - Позиції в чартах: #22 U.S. - Сертифікація RIAA: — |